# Luigi Variara
Luigi Variara, född 15 januari 1875 i Viarigi, Piemonte, död 1 februari 1923 i San José de Cúcuta, Norte de Santander, var en italiensk romersk-katolsk präst och missionär. Han vördas som salig i Romersk-katolska kyrkan, med minnesdag den 1 februari.

## Biografi
Luigi Variara anslöt sig till Don Boscos salesianer år 1891 och avlade sina löften påföljande år. År 1894 reste han till Colombia för att missionera och fostra barn till leprasjuka personer. År 1905 grundade han kongregationen Jesu och Marie heliga hjärtans döttrar, som bland annat bestod av döttrar till leprasjuka; dessa flickor hade svårigheter att bli antagna till någon traditionell orden. Han blev prästvigd år 1909. Med tiden sviktade Variaras hälsa och han tillbringade i huvudsak sin sista tid i bön och eukaristisk tillbedjan.